# تشو بو (لاعب كرة قدم)
تشو بو (بالصينية: 朱波) (24 سبتمبر 1960 بداليان في الصين - ) هو مدرب كرة قدم ولاعب كرة قدم صيني في مركز الدفاع، شارك في دورة الألعاب الآسيوية 1986 والألعاب الأولمبية الصيفية 1988. وشارك مع منتخب الصين لكرة القدم. أما مع النوادي، فقد لعب مع نادي شنجن وBayi Football Team ‏.

## وصلات خارجية
- تشو بو (لاعب كرة قدم) على موقع الاتحاد الدولي (مؤرشف)  (الإنجليزية)
- تشو بو (لاعب كرة قدم) على موقع قاعدة بيانات كرة القدم.إي يو (الإنجليزية)
- تشو بو (لاعب كرة قدم) على موقع ناشيونال فوتبول تيمز (الإنجليزية)
- تشو بو (لاعب كرة قدم) على موقع أوليمبيديا (الإنجليزية)